# توقيت الرأس الأخضر
|  | ت ع م−01:00 | توقيت الرأس الأخضر                                                                |
|  | ت ع م±00:00 | توقيت غرب أوروبا، توقيت غرينيتش                                                   |
|  | ت ع م+01:00 | توقيت وسط أوروبا، توقيت غرب إفريقيا، توقيت غرب أوروبا الصيفي                      |
|  | ت ع م+02:00 | توقيت شرق أوروبا، توقيت وسط إفريقيا، توقيت غرب إفريقيا الصيفي، توقيت جنوب إفريقيا |
|  | ت ع م+03:00 | التوقيت العربي القياسي، توقيت شرق إفريقيا                                         |
|  | ت ع م+04:00 | توقيت موريشيوس، توقيت سيشل                                                        |

توقيت الرأس الأخضر (CVT) هو منطقة زمنية تستخدمها دولة جزر الرأس الأخضر في المحيط الأطلسي. المنطقة متأخرة ساعة واحدة بالتوقيت العالمي المنسق (UTC-01:00).
لم يتم ملاحظة التوقيت الصيفي في هذه المنطقة الزمنية.